# Pátroclo

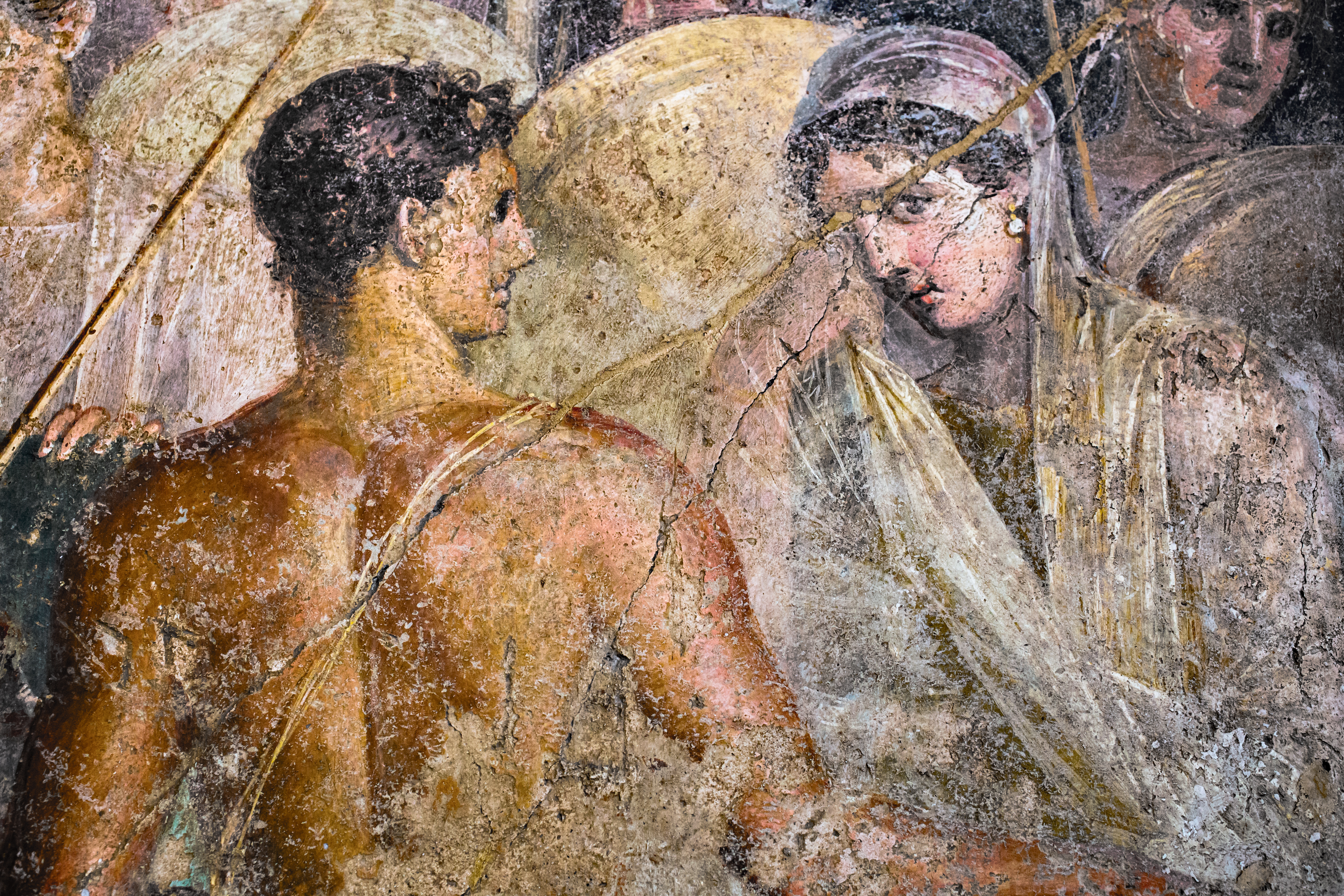
Pátroclo e Briseis em um afresco antigo de Pompéia

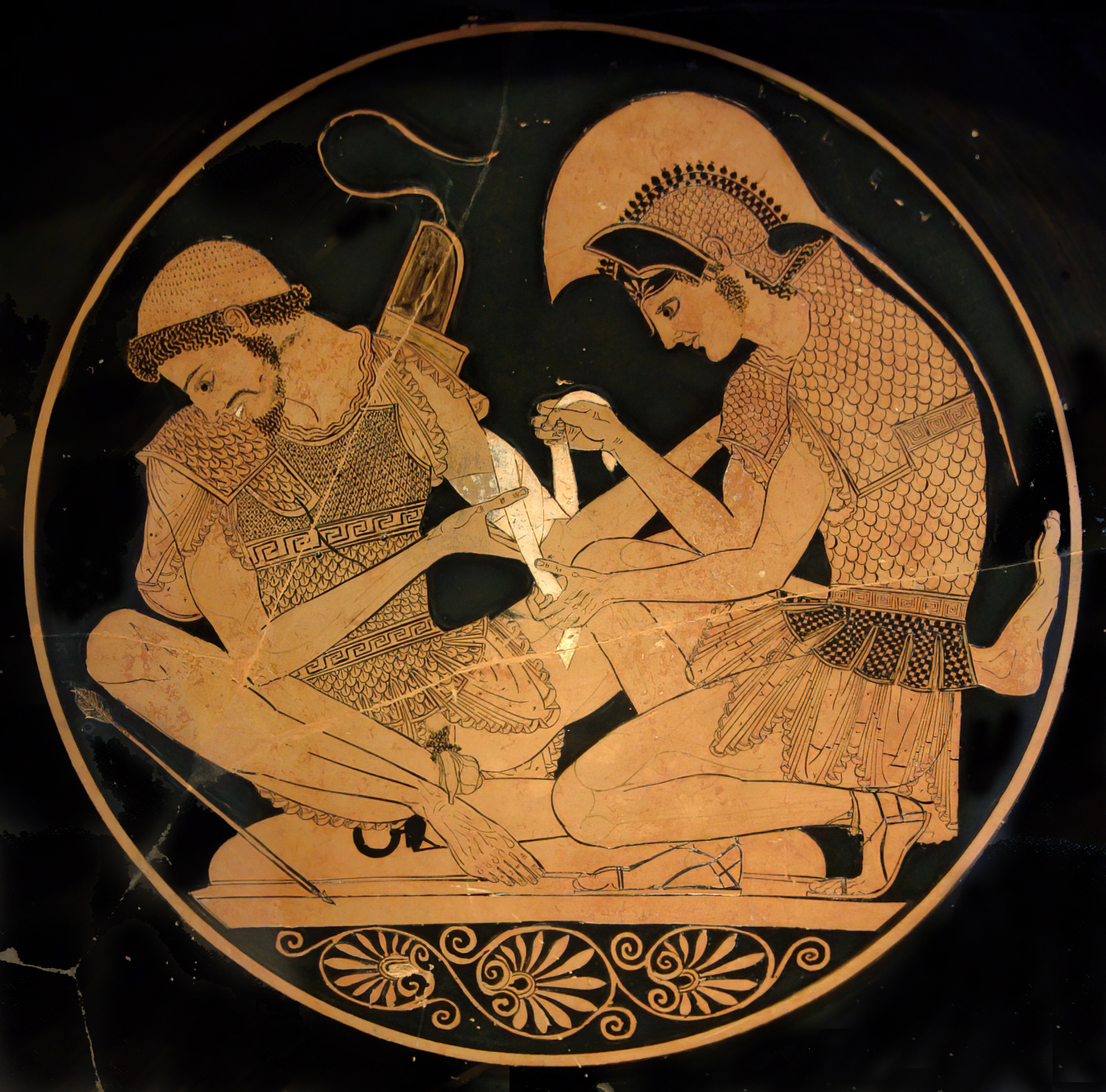
Aquiles curando os ferimentos de Pátroclo - Vaso de 500 a.C.

Na mitologia grega, Pátroclo ou Pátroklos (em grego:  Πάτροκλος, "glória do pai") é um dos personagens centrais da Ilíada, era filho de Menécio e amigo de infância, companheiro de guerra próximo Aquiles.

## Origens
Na sua juventude, Pátroclo matou covardemente um amigo seu, Clisónimo, durante um jogo de astrágalos. O seu pai teve, então, de se exilar com ele para fugir à punição. Obtiveram refúgio na corte do rei Peleu, pai de Aquiles. O rei enviou os dois jovens para a floresta, onde foram educados em várias artes, especialmente a medicina, por Quíron, o sábio rei dos centauros.

## Na guerra de Troia
De acordo com a Ilíada, quando a maré da Guerra de Troia se voltou contra os gregos e os troianos ameaçavam seus navios, Pátroclo convenceu Aquiles a deixá-lo liderar os mirmidões em combate. Aquiles então disse a Pátroclo para retornar depois de bater os troianos de volta de seus navios.  Pátroclo desafiou a ordem de Aquiles e perseguiu os troianos de volta aos portões de Tróia. Pátroclo lutou com os gregos durante a Guerra de Troia. Lá, matou Sarpedão (um filho de Zeus), Cébrion (condutor do carro de Heitor) e outros troianos de menor destaque. Quando Aquiles se recusou a lutar devido à sua disputa com Agamemnon, Pátroclo, envergando  a armadura de Aquiles, depois de aconselhado por Nestor e com o consentimento de Aquiles, é atacado por Apolo, ferido de morte por Euforbo, finalmente, golpeado por Heitor. Depois de resgatar o corpo, que fora protegido no campo de batalha por Menelau e Ájax, Aquiles retarda durante algum tempo os rituais fúnebres, preocupado com a vingança contra Heitor, mas é convencido quando uma aparição de Pátroclo lhe suplica a cremação, de forma a que a sua alma possa ser admitida no Hades. Iniciam-se, então, as cerimônias fúnebres nas quais se sacrificam cavalos, cães, e doze troianos cativos antes de colocar o corpo de Pátroclo na pira crematória. Pátroclo foi então cremado em uma pira funerária, que foi coberta com os cabelos de seus companheiros tristes. Como cortar o cabelo era um sinal de tristeza e, ao mesmo tempo, também servia como um sinal de separação entre os vivos e os mortos, isso mostra como Pátroclo tinha sido muito querido. As cinzas de Aquiles teriam sido enterradas em uma urna de ouro junto com as de Pátroclo pelo Helesponto. 
Aquiles organiza, em seguida, uma competição de atletismo em honra do morto, que incluía uma corrida de carros (vencida por Diomedes), pugilismo (vencido por Epeu), uma corrida a pé (vencida por Ulisses), lançamento de disco (vencido por Polipetes), e um concurso de arco (vencido por Pentesileia, uma amazona), e lançamento de dardo (vencido por Agamemnon). Os jogos são descritos no livro 23 da Ilíada, e são uma das primeiras referências ao desporto em documentos da antiga Grécia.